# Sárosd
Sárosd là một làng thuộc hạt Fejér, Hungary. Làng này có diện tích 48,12 km², dân số năm 2010 là 3380 người, mật độ 70 người/km².